# Błagoj Popow

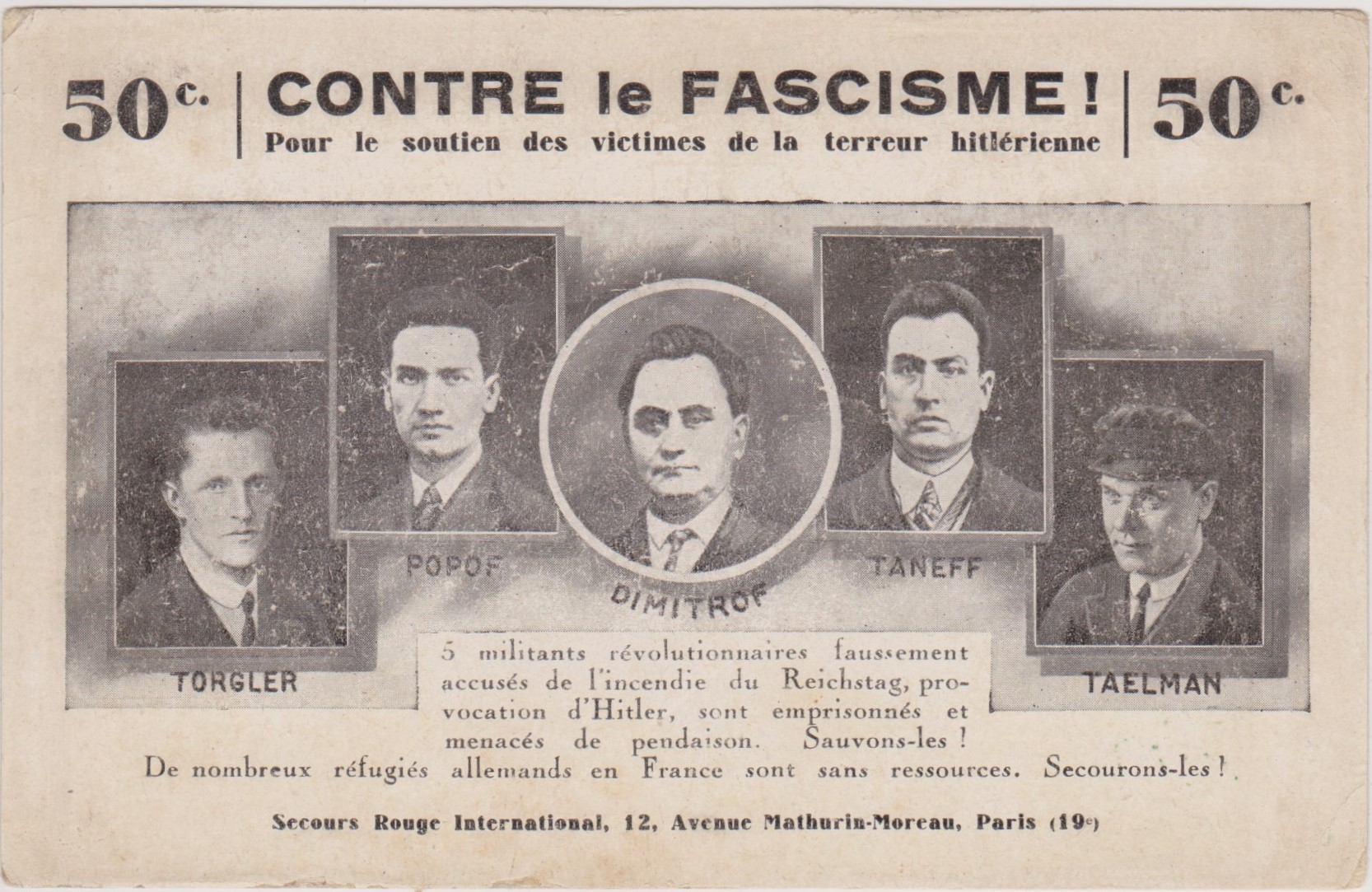
Popow i towarzysze

Błagoj Popow (bułg. Благой Попов; ur. 1902, zm. 1968) – bułgarski działacz komunistyczny, członek Kominternu, asystent Georgiego Dymitrowa. Jeden z podejrzanych o podpalenie Reichstagu w 1933 r., uniewinniony przez sąd niemiecki w Lipsku z braku dowodów.

## Życiorys

### Pożar Reichstagu
W maju 1933 Popow stanął przed sądem w Lipsku w grupie oskarżonych o podpalenie Reichstagu. Obok Popowa oskarżeni zostali: holenderski komunista Marinus van der Lubbe, ujęty na miejscu zdarzenia i prominentni działacze partii komunistycznej: Ernst Torgler (przewodniczący frakcji KPD w Reichstagu) oraz dwaj inni bułgarscy członkowie Kominternu, Georgi Dymitrow (późniejszy komunistyczny premier Bułgarii) i Wassil Tanew. Wyrok, częściowo nie podlegający apelacji, zapadł 23 grudnia 1933. Popow wraz z Torglerem, Dimitrowem i Tanewem został uniewinniony z braku wystarczających dowodów. Oskarżony van der Lubbe został uznany za winnego zdrady stanu, podżegania do podpalenia oraz próby podpalenia. Sąd skazał go na karę śmierci i utratę praw obywatelskich. Van der Lubbe został zgilotynowany 10 stycznia 1934. Po procesie pozostali oskarżeni zostali objęci aresztem prewencyjnym. Popow wraz z innymi Bułgarami został wydalony z kraju, a Torgler został wypuszczony dopiero w 1935.

### Pobyt w ZSRR[3]
Po procesie, kiedy Bułgaria odmówiła ich przyjęcia, w lutym 1934 Popow wraz z Dymitrowem i Tanewem wyjechali do ZSRR, gdzie otrzymali obywatelstwo. Popow studiował w Moskwie do 1937 r. Padł ofiarą czystek Stalina – został aresztowany i zesłany do łagru na Syberii, gdzie spędził 17 lat. Oficjalnie zrehabilitowany w 1954 r. Po powrocie do Bułgarii napisał wspomnienia, których publikacja została wstrzymana. Książka została wydana na Zachodzie.

## Publikacje
- Błagoj Popow: Za da ne se Povtori Nikoga Veche. Paryż: Krasimir Peev, 1981. (bułg.). Brak numerów stron w książce